# Російський торговельно-промисловий банк
Російський торговельно-промисловий банк (рос. «Русский торгово-промышленный банк») — шостий за розміром акціонерний банк у Російській імперії, заснований у 1889 у Петербурзі французьким капіталом, з 1912 — контрольований англійським капіталом.
Фінансував розбудову військової промисловості в Україні і в Західній Росії, також був конкурентом Російського для зовнішньої торгівлі банку, коли російська державна політика змінила орієнтацію з Німеччини на Францію.
На початку 1917 року Російський торговельно-промисловий банк перебрав збанкрутовані цукроварні братів Терещенків в Україні, але підпав під контроль К. Ярошинського. 14 його відділень в Україні були націоналізовані урядом УРСР 21 січня 1919 року.